# Tête de Valpelline
La Tête de Valpelline (pron. fr. AFI: [tɛt də valpəlin], 3.802 m s.l.m.) è una montagna delle Alpi Pennine che si trova lungo il confine tra l'Italia e la Svizzera.

## Descrizione
Lungo la linea di confine la montagna si trova tra la Tête Blanche e la Dent d'Hérens. Dal versante italiano si trova al fondo della Valpelline, da cui il nome. Dal versante svizzero si trova al culmine della Mattertal. Si può salire sulla vetta partendo dal rifugio Aosta.